# Ácino
Um ácino refere-se a qualquer conjunto de células que se assemelha a muitos lóbulos "bagos", como uma framboesa ou uva (acinus é latim para bagas). 

## Glândulas exócrinas
As glândulas exócrinas acinares são encontradas em vários órgãos, incluindo:
- no estômago[1]
- na glândula sebácea do couro cabeludo
- nas glândulas salivares da língua[2]
- no fígado
- nas glândulas lacrimais
- nas glândulas mamárias
- no pâncreas [3]
- nas glândulas bulbouretrais (de Cowper)

Os folículos da tiróide podem também ser considerados de formação acinares mas neste caso os folículos, sendo parte de uma glândula endócrina, agem como um depósito hormonal ao invés de para facilitar a secreção.

## Pulmões
Os bronquíolos respiratórios nos pulmões terminam em ácinos, muitos sacos com lóbulos que contêm grupos de alvéolos.

## Ligações Externas
- acinus no eMedicine Dictionary